# 長尾駅 (香川県)

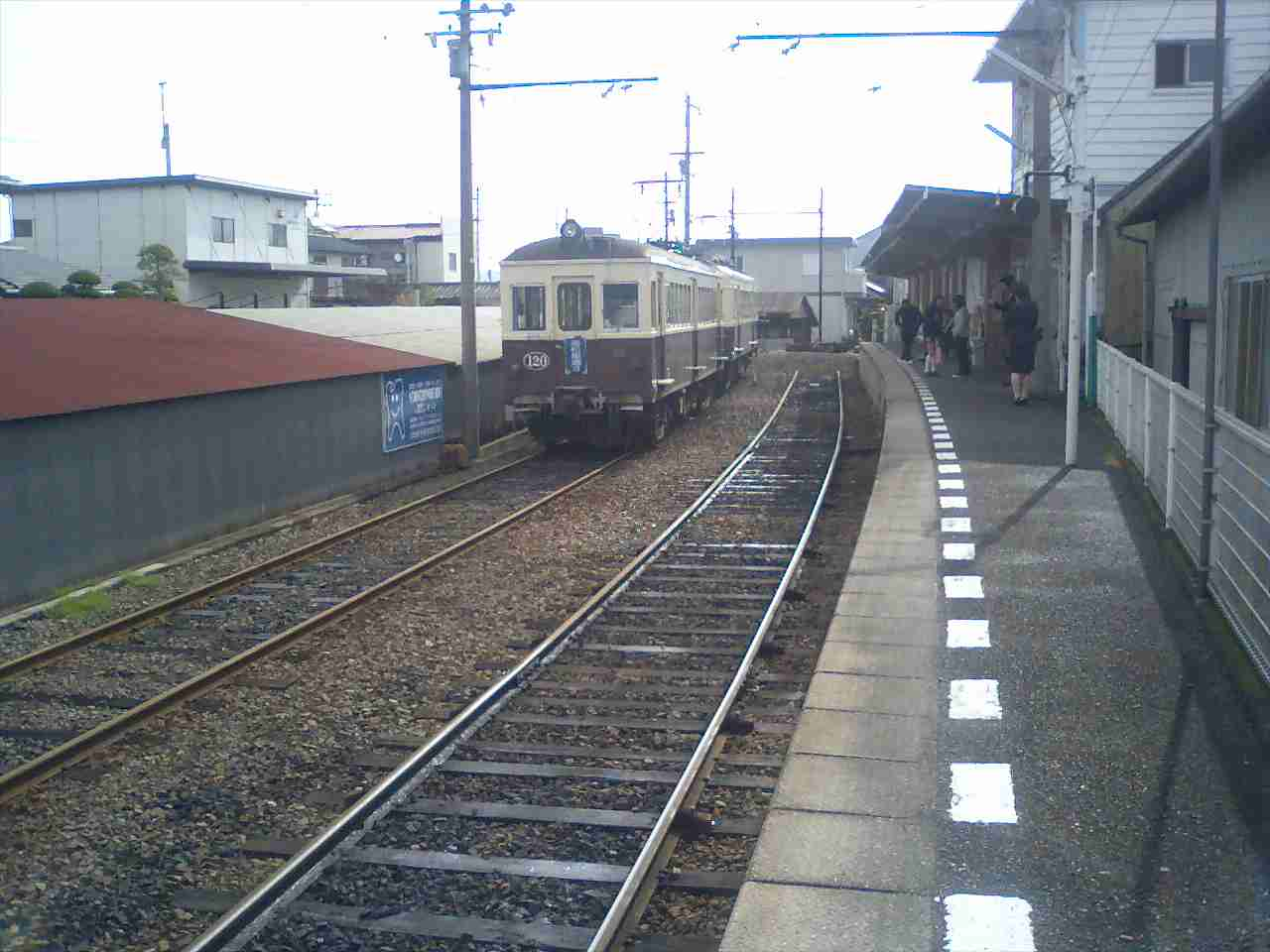
長尾駅構内。電留線には増結用の旧型車が停車（2006年4月16日）

長尾駅（ながおえき）は、香川県さぬき市長尾西にある高松琴平電気鉄道長尾線の駅である。駅番号はN17。

## 駅構造
単式ホーム1面1線で木造駅舎を持つ地上駅。北側に客扱いをしない電留線のある終端駅である。
駅舎にはIruCa窓口があり、IruCa対応の自動販売機が4台設置されている。
| 路線    | 行先                     |
| ------- | ------------------------ |
| ■長尾線 | 高田・瓦町・高松築港方面 |

## 利用状況
1日の平均乗降人員は以下の通りである。
| 1日乗降人員推移 | 1日乗降人員推移 |
| 年度            | 1日平均人数     |
| --------------- | --------------- |
| 2011年          | 1,016           |
| 2012年          | 1,003           |
| 2013年          | 1,000           |
| 2014年          | 985             |
| 2015年          | 1,012           |
| 2016年          | 1,065           |
| 2017年          | 1,074           |
| 2018年          | 1,038           |

## 駅周辺
- 長尾寺（四国霊場第八十七番札所）
- 日本郵便長尾郵便局
- 長尾税務署
- さぬき警察署長尾交番（旧・長尾警察署）
- さぬき公共職業安定所（旧・長尾公共職業安定所）
- さぬき市役所長尾出張所（旧・長尾町役場→さぬき市役所長尾支所）
- さぬき市立長尾小学校
- さぬき市立長尾中学校
- 香川県立香川東部養護学校
- 大川自動車本社
- 百十四銀行長尾出張所（旧・百十四銀行長尾支店）
- 香川銀行長尾支店
- 香川県信用組合長尾支店
- 香川県農業協同組合長尾支店

## 接続する他の交通機関
- JR高徳線の造田駅は北へ徒歩1時間程度。本数は少ないが造田駅・志度駅・琴電志度駅へ向かうさぬき市コミュニティバスが利用可能（後述）。

### バス路線
- さぬき市コミュニティバス大川バス本社前バス停（志度 - 多和線、市内循環線）
- 大川バス  大川バス本社前バス停（引田線）

## 歴史
- 1912年（明治45年）4月30日 - 高松電気軌道開通、同線の駅となる。
- 1943年（昭和18年）11月1日 - 高松琴平電気鉄道の駅となる。
- 1986年（昭和63年）4月26日 - 現在の長尾駅に建て替わる。
- 2007年（平成19年）7月1日 - パークアンドライド用駐車場の供用開始。
- 2013年（平成25年）3月 - 屋外防犯カメラ設置。稼働。
- 2025年（令和7年）- 屋外防犯カメラ撤去。

### 駅の誘致運動
現在の長尾駅は、さぬき市長尾地区（旧長尾町）でもかなり西に位置している。長尾東町地区が県道志度山川線との交点付近である亀鶴酒造（現在のマルナカ長尾店南方）付近に、一方長尾西町地区は長尾寺付近にそれぞれ誘致運動を起こし、駅の争奪合戦が繰り広げられた。しかし高松電気軌道は、抜き打ち的にこの二地点以外である現在地に決定した。

### 延伸計画
線路が緩やかにカーブしているのは長尾寺を避けて東に線路を延長させようとしたためという説がある。前身の高松電気軌道が1912年（明治45年）に長尾 - 白鳥本町間の長尾線延長を計画し、営業免許も取得していた（1916年（大正5年）失効）。また、県道志度山川線との接点付近まで用地買収をしていたとの記録も残っている。

### コトデンスーパーの跡地利用
かつて駅横（向かって右側）「コトデンスーパー」という店舗があったが閉店、地元住民により「ながお文化サロン」という試みもあったものの、それも閉鎖された。2007年跡地に自動車26台のパークアンドライド用駐車場が整備された。利用料金は電車利用者1か月3,000円、24時間300円であり、利用希望者は長尾駅駅員に申し出ればよい（1日利用者は自動券売機で駐車券を買い、駅員に提出し駐車位置を申告する。IruCaは使用できない）。

## 隣の駅
高松琴平電気鉄道
■長尾線
公文明駅（N16） - 長尾西駅 - 長尾駅（N17）

## ギャラリー

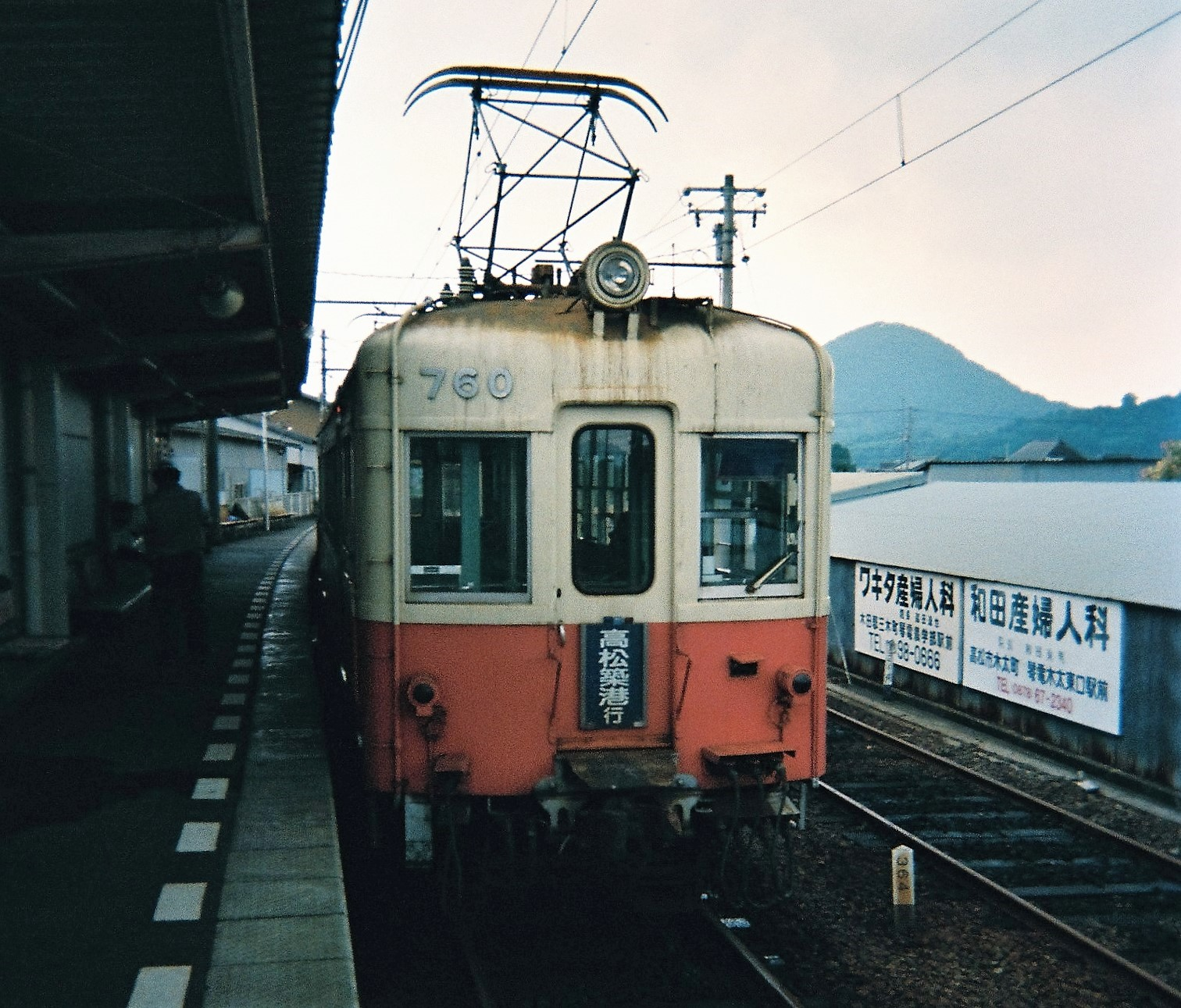
長尾駅に停車中の高松琴平電気鉄道750形電車（1998年8月9日）
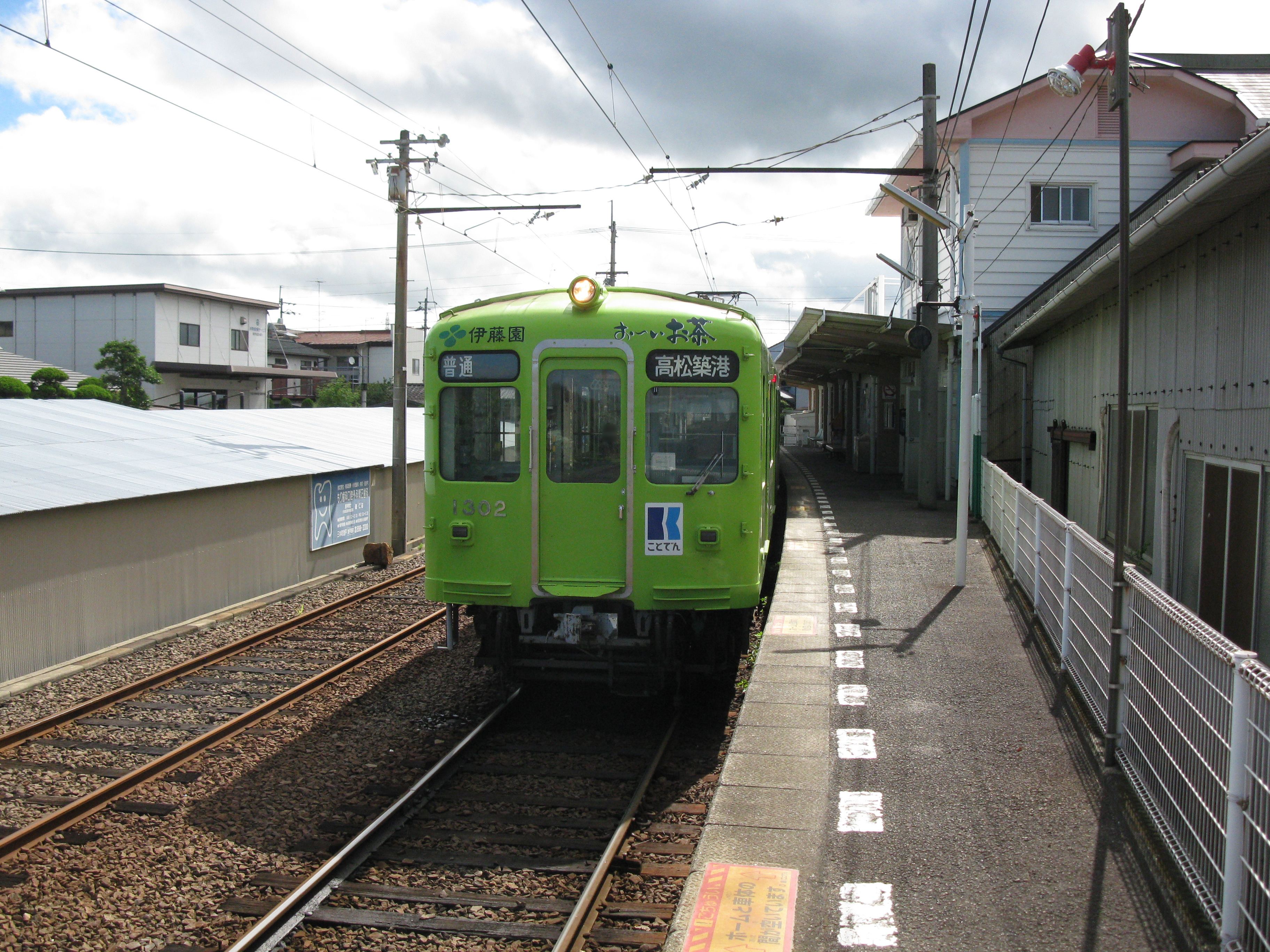
長尾駅に停車中のラッピング車両（2010年8月5日）
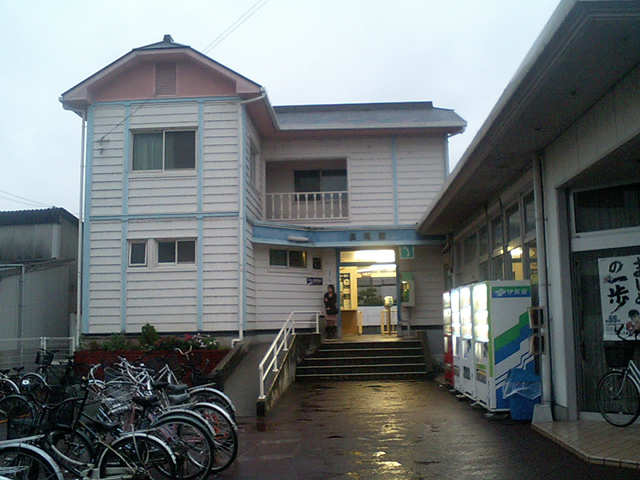
長尾駅舎。右の建物が旧コトデンスーパー（2005年10月18日）
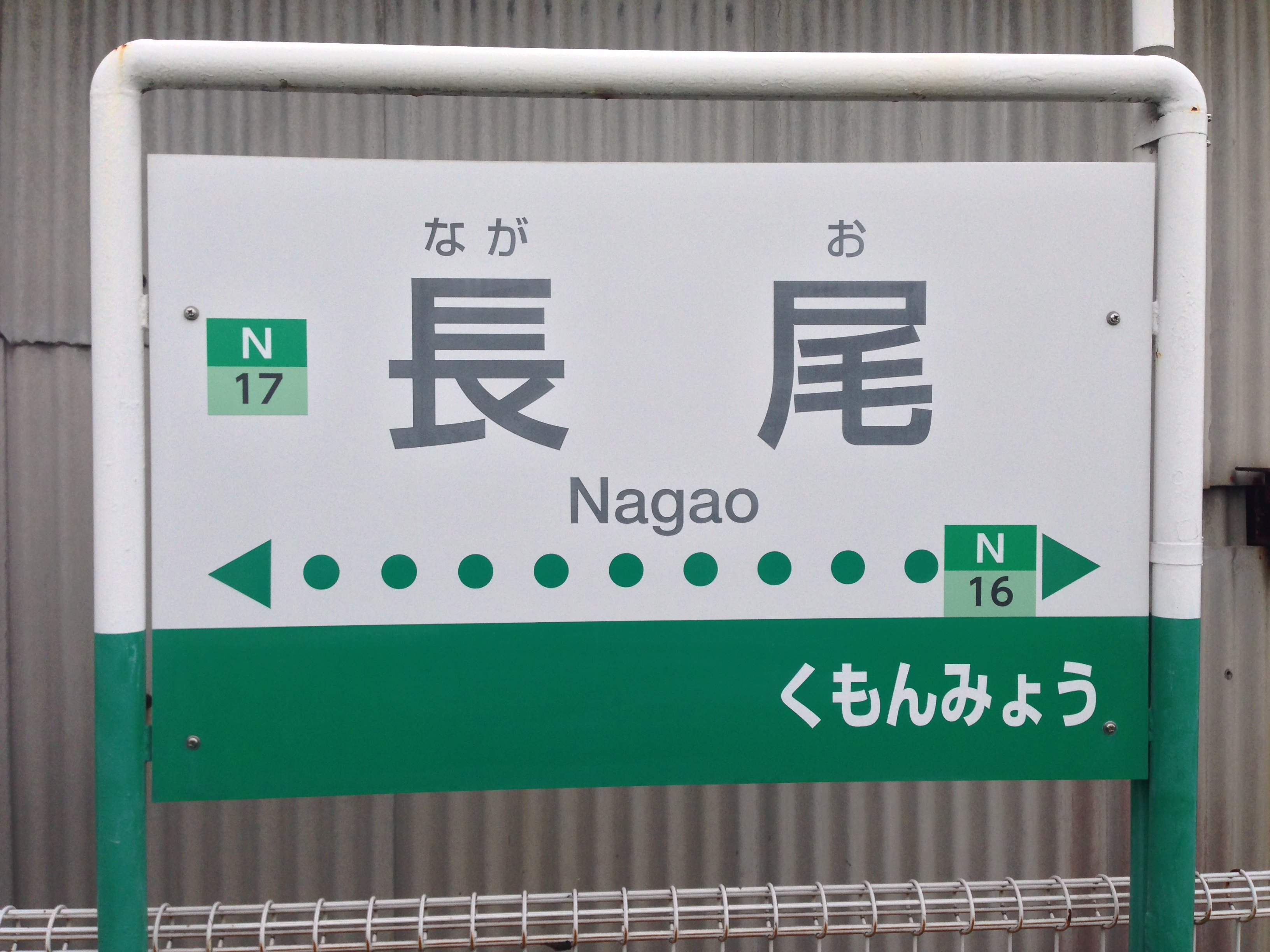
長尾駅駅名標 駅ナンバリング後（2013年12月25日）
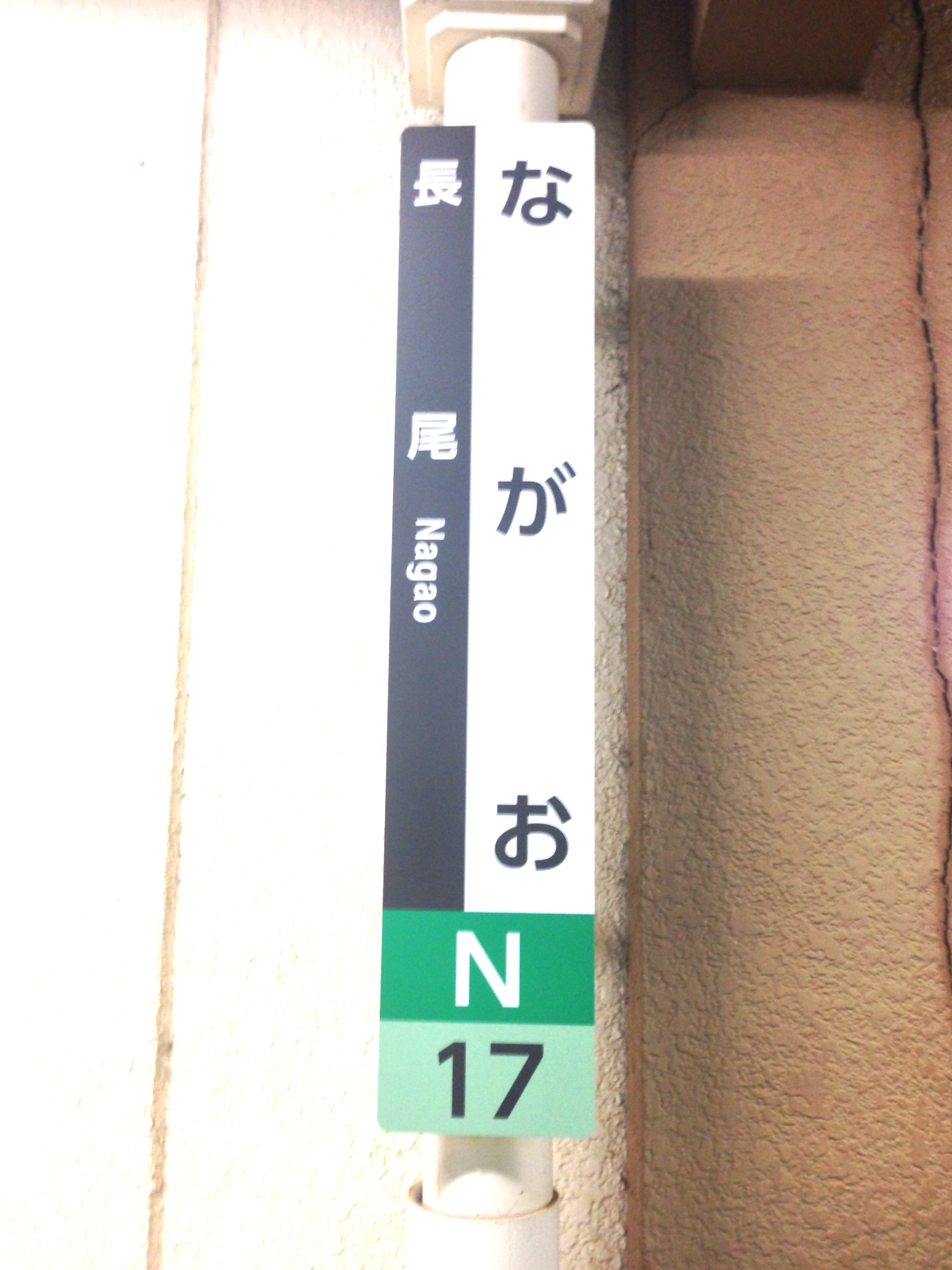
長尾駅駅名標（縦型）
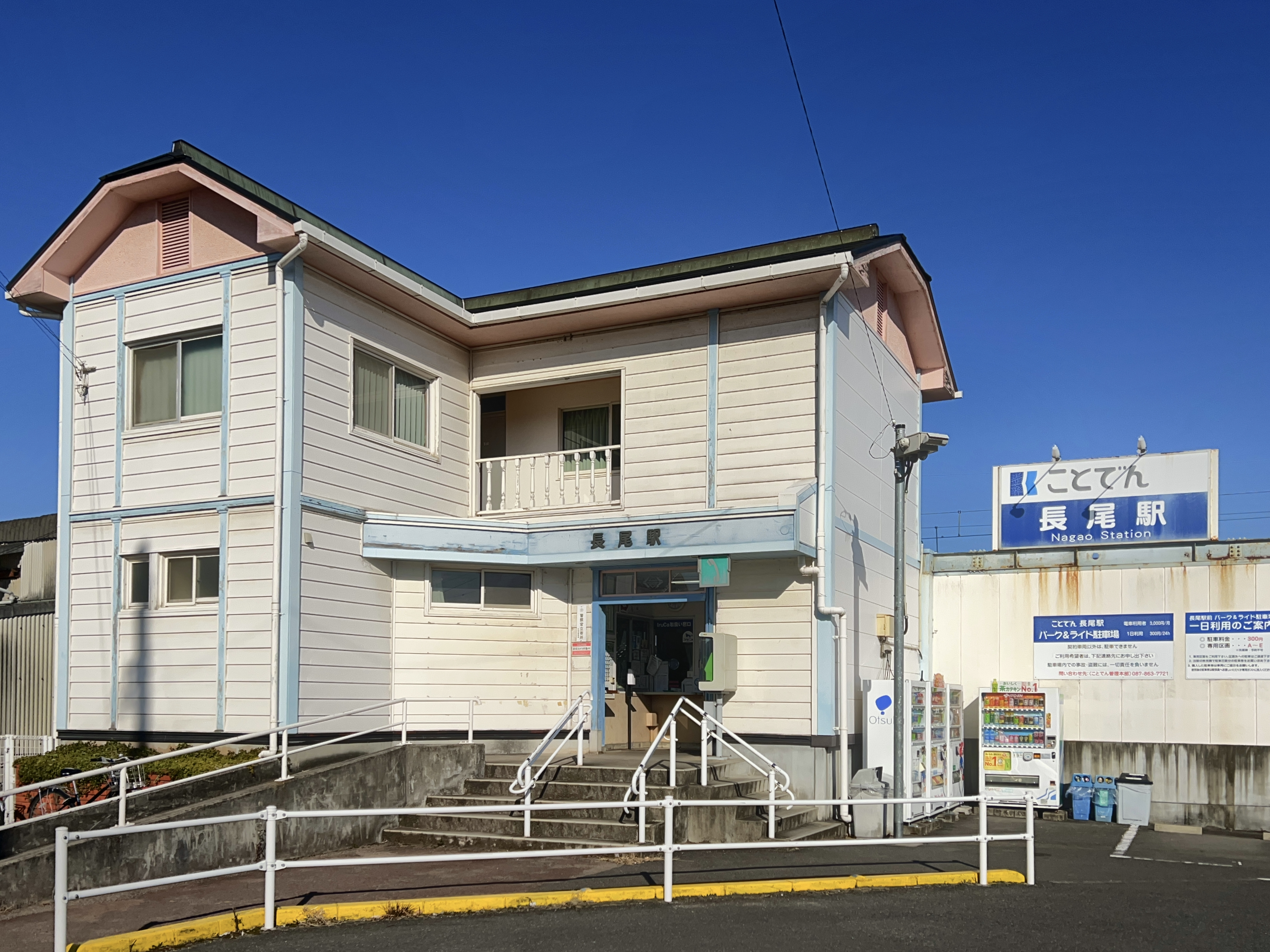
駅舎（屋外防犯カメラ設置時時）